# 守護 (山東藝術學院歌曲)
《守护》是一首发布于2020年4月的歌曲。由山东艺术学院副院长、山东省音乐家协会主席刘晓静教授担任出品人和艺术指导，山东艺术学院杨光东副教授、朱长磊教授作词，朱长磊教授作曲，山艺教师武凯编曲，青年歌手张强演唱，青年演奏家王岳博演奏吉他，TBE STUDI0进行录音、混音。歌曲致敬及讴歌在COVID-19疫情中前线的医护工作者和防控工作者。